# Grammoptera ustulata
Grammoptera ustulata là một loài bọ cánh cứng trong họ Cerambycidae.

## Hình ảnh

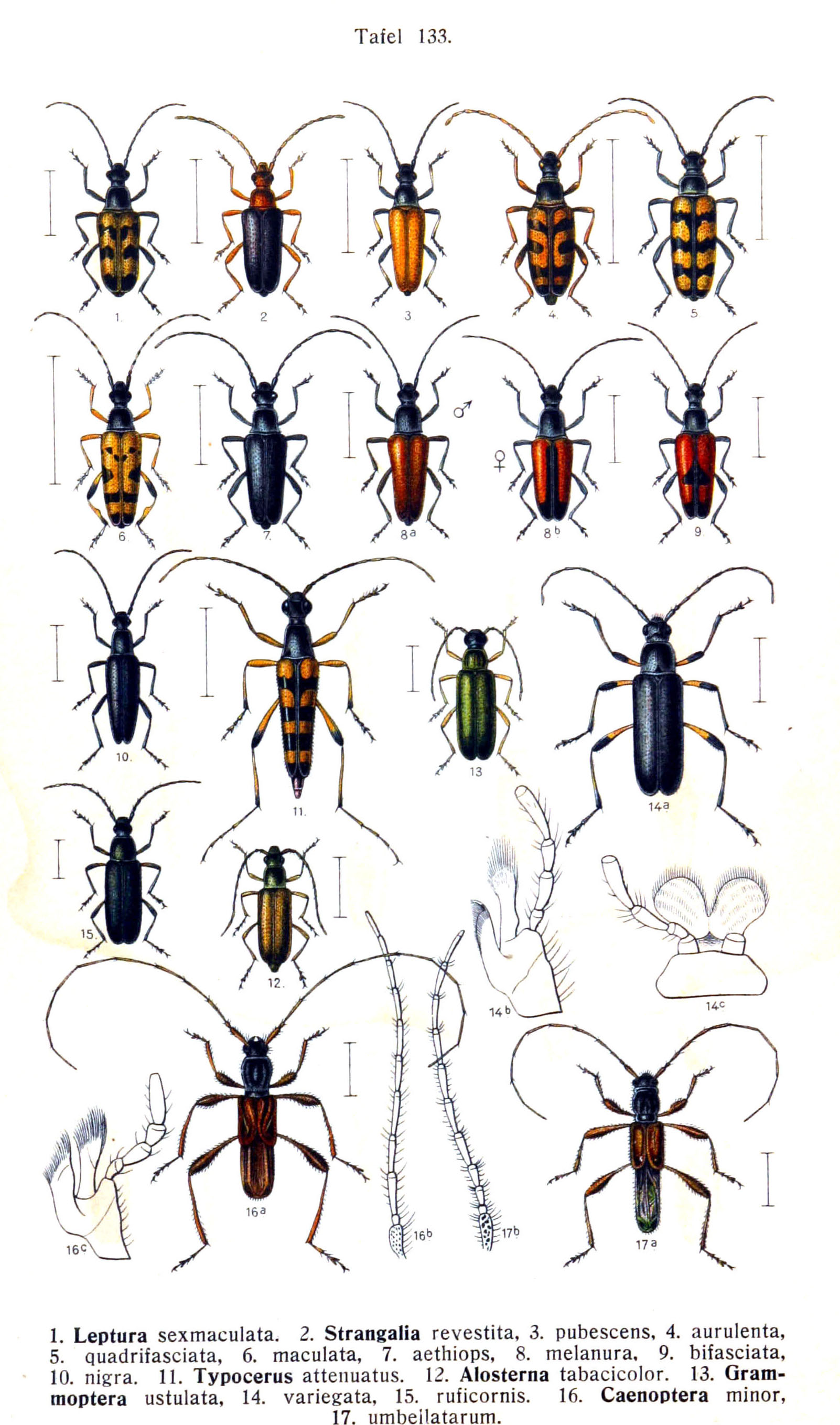